# John Rausek
John Rausek (* 1969) ist ein deutscher Komponist. Er lebt und arbeitet als freischaffender Komponist hauptsächlich in Berlin und Brandenburg.

## Leben
John Rausek begann im Alter von 10 Jahren zu komponieren. Ab 1981 besuchte er die Kinderkomponistenklasse von Hans Jürgen Wenzel und studierte anschließend an der Dresdner Musikhochschule bei Wilfried Krätzschmar (Komposition) und Jörg Herchet (Theorie). 1991/92 studierte er an der Franz-Liszt-Musikakademie in Budapest Kammermusik (u. a. bei György Kurtág). Seit seinem Diplom 1994 lebt und arbeitet er als freischaffender Komponist; zunächst in Dresden, ab 1998 in Brandenburg.

## Werke
Nach dem Studium schrieb Rausek zunächst vorrangig Kammermusikwerke, die zum großen Teil im Rahmen des jährlichen Festivals intersonanzen des Brandenburgischen Vereins Neue Musik e.V. in Potsdam uraufgeführt wurden.
Für die Familiensingwochen der Evangelischen Kirche Berlin-Brandenburg-schlesische Oberlausitz in Dahme/Mark entstanden ab 2005 sieben Kinderkantaten in Zusammenarbeit mit der Potsdamer Autorin Birgit Wahren.
Für die Kreismusikschule Gebrüder Graun des Landkreises Elbe-Elster komponierte Rausek (ebenfalls in Zusammenarbeit mit Birgit Wahren) die Jugendoper Orpheus an der Elster, basierend auf der Oper L'Orfeo (1752) von Carl Heinrich Graun; die Uraufführung fand 2014 anlässlich der Ersten Brandenburgischen Landesausstellung in Doberlug-Kirchhain statt.
Daniela Danz schrieb den Text zu Wünsche wagen, einem Auftragswerk zum 20-jährigen Bestehen des Kronenchor Friedrichstadt, uraufgeführt 2013 in Berlin.
Anlässlich des Reformationsjubiläums entstand im Auftrag des Kirchenkreises Berlin-Mitte die abendfüllende Collage Frei und niemand untertan (Text von Frederik Grau, Katrin Morchner und Birgit Wahren); uraufgeführt am 21. Januar 2017 in der Berliner Marienkirche in der Regie von Karsten Morschett.
Im Auftrag des Landkreises Elbe-Elster (Brandenburg) sowie des Märkischen Kreises (Nordrhein-Westfalen) anlässlich ihres 25-jährigen Partnerschaftsjubiläums komponierte Rausek zuletzt gemeinsam mit Lars Weber das Konzert für Percussionquintett und Orchester Wo wir uns finden 2017.  Dieses Werk wurde durch das Ensemble "Die Weberknechte" und das "Märkische Jugendsinfonieorchester" (Leitung: Thomas Grote) auf einer Konzerttournee durch die Partnerkreise uraufgeführt; u. a. in Bad Liebenwerda und Lüdenscheid.
In regelmäßigen Abständen komponiert John Rausek  auch Orchesterwerke (1992: On s'aime das la Rue Monge für das Ensemble Konfrontation, 2005: Gras-Sterne-Schatten für die Magdeburger Philharmonie, 2006: Land in Sicht für Sinfonietta Dresden, 2013: Short Texas Road Movie für die Junge Philharmonie Brandenburg).